# Beetzseeheide
Beetzseeheide es un municipio situado en el distrito de Potsdam-Mittelmark, en el estado federado de Brandeburgo (Alemania), a una altitud de 40 metros. Su población a finales de 2016 era de unos 700 habs. y su densidad poblacional, 20 hab/km².